# نصب ديلاكروا التذكاري
نصب ديلاكروا (بالفرنسية: Monument à Delacroix)‏هو نصب تذكاري للفنانة الفرنسية يوجين ديلاكروا (1798-1863). يقع في حدائق لوكسمبورغ ، في باريس ، فرنسا ، على الجانب الشمالي من الحديقة ، شرق مجلس الشيوخ أورانجيري. تم إنشاؤه من قبل النحات الفرنسي إيمي جول دالو
في عام 1884 ، اقترحت مجموعة من كبار الفنانين والنقاد والكتاب والسياسيين إنشاء نصب تذكاري يكرم ديلاكروا. لإنشاء النصب التذكاري ، قاموا بتخصيص النحات الفرنسي المعروف إيمي جول دالو
```
[
1
]
 وكشف النقاب عنه في عام 
1890
. 
[
2
]
```

 to the fourth figure, Delacroix.  